# احمدرضا معتمدی
احمدرضا معتمدی (متولد ۱۳۴۰، تهران) کارگردان و فیلم‌نامه‌نویس ایرانی ست. او فارغ‌التحصیل رشته اقتصاد از دانشگاه تهران و  دکترای رشته فلسفه هنر از دانشگاه علامه طباطبایی است. پیش از شروع فعالیت در سینما سال‌ها به نظریه‌پردازی در حوزه مباحث تئوریک هنر و فلسفه زیبایی‌شناسی در مطبوعات و کتب، فعال بوده‌است.وی بنیانگذار دانش " فلسفه فیلم " در ایران است.

## آثار

### کارگردان
- چاخان پاخان (۱۴۰۱)
- سوء تفاهم (۱۳۹۶)
- راه رفتن روی سیم (۱۳۹۵)
- آلزایمر (۱۳۸۹)
- قاعده بازی (۱۳۸۵)
- دیوانه‌ای از قفس پرید (۱۳۸۱)
- زشت و زیبا (۱۳۷۷)
- هبوط (۱۳۷۲)

### نویسنده
- سوء تفاهم (۱۳۹۶)
- راه رفتن روی سیم (۱۳۹۵)
- آلزایمر (۱۳۸۹)
- قاعده بازی (۱۳۸۵)
- دیوانه‌ای از قفس پرید (۱۳۸۱)
- زشت و زیبا (۱۳۷۷)
- هبوط (۱۳۷۲)

### تألیف
- فلسفه فیلم (۱۳۹۵)
- فلسفه فیلم [جلد دوم و سوم در حال تالیف]
- ترجمه ی پایان فلسفه ء مارتین هایدگر (۱۳۹۸)

- قاعده بازی (۱۳۸۵)

### طراح صحنه و لباس
- قاعده بازی (۱۳۸۵)